# Поморцев, Феликс Александрович
Феликс Александрович Поморцев (11 сентября 1982 — 29 октября 2016) — капитан ФСБ РФ, сотрудник управления «В» («Вымпел») Центра специального назначения ФСБ РФ.

## Биография
Родился 11 сентября 1982 года в Якутске. Отец — Александр Станиславович, сотрудник органов безопасности. Мать — Вера Александровна. Дед Поморцева возглавлял Совет старейшин г. Якутска. Окончил Национальную политехническую среднюю общеобразовательную школу № 2 города Якутска. В 2000 году поступил в Санкт-Петербургский государственный университет аэрокосмического приборостроения на юридический факультет; за время учёбы занимался волейболом и баскетболом в студенческой команде ЦСКА. Работал тренером детской баскетбольной команды спорткомплекса «Метрострой»; победитель Кубка ФСО профсоюзов «Россия» 2004 года. Мастер спорта по баскетболу, кандидат в мастера спорта по пауэрлифтингу.
Срочную службу проходил в ВС РФ в 2006—2007 годах в бригаде ГРУ ГШ России, с июля 2007 года служил в ФСБ РФ, сначала работая в Управлении ФСБ по Республике Саха (Якутия). С января 2010 года — сотрудник управления «В» («Вымпел») при Центре специального назначения ФСБ РФ, старший оперуполномоченный 3-го отделения 2-го отдела управления «В» Центра специального назначения ФСБ России. Неоднократный участник командировок на Северный Кавказ.
29 октября 2016 года скончался от ранений, полученных в ходе оперативно-боевого мероприятия (контртеррористической операции) на Северном Кавказе. Оставил жену Ольгу и двух дочерей. Похоронен на Николо-Архангельском кладбище в подмосковной Балашихе.
Отмечен следующими наградами:
- медаль ордена «За заслуги перед Отечеством» II степени
- орден Мужества (3 декабря 2016) — посмертно[5]
- знак отличия ФСБ «За храбрость»
- медаль ФСБ «За отличие в борьбе с терроризмом»
- медаль ФСБ «За доблесть»
- медаль «За возвращение Крыма»

11 сентября 2017 года на стене Национальной политехнической школы № 2 г. Якутска установлена мемориальная доска в память о Поморцеве. В том же году Министерством Республики Саха по делам молодежи и семейной политике учреждена ведомственная медаль имени Поморцева, вручаемая членам Юнармии с формулировкой «за героические поступки и вклад в развитие патриотического воспитания молодежи», а имя Поморцева был присвоено и военно-спортивному клубу «Албан».
С 2017 года в городе проводится ежегодный городской турнир по баскетболу памяти Поморцева с участием школьных команд.